# 교향곡 7번 (슈베르트)
교향곡 제7번(Sinfonie no.7 in E-dur, D 729)은 슈베르트가 1821년에 작곡한 교향곡이다. 1846년에 슈베르트의 형 페르디난트(de)가 악보를 펠릭스 멘델스존에게 보냄으로써 알려졌다.

## 개요
시기적으로는 이듬해 발표된 오페라 알폰소와 에스트렐라(Alfonso und Estrella, de)와 겹치는데, 이 교향곡이 도중 방기된 까닭도 건망증이 심했던 슈베르트가 알폰소와 에스트렐라의 완성에 전념하면서 작업 중이던 이 교향곡의 존재 자체를 잊은 것으로 추정된다.
도합 1340 마디에 이르는 이 교향곡은 작곡은 완료되었으나 총보 작업, 즉 교향곡으로써 필요한 편곡이 110 마디 밖에 진행되어 있지 않아, 추가적 편곡 작업 없이는 교향곡으로써 연주할 수 없다. 이 교향곡의 악보를 최초로 입수한 펠릭스 멘델스존과 슈베르트의 작품의 출판에 정력적이었던 요하네스 브람스 등이 이 곡의 편곡을 마쳐 완성시키려 했으나 완성에 이르지는 못했다.
그럼에도 불구하고 이 곡이 7번이라는 번호를 달 수 있었던 것은 미완성 교향곡과 대 교향곡의 번호와 작곡 순서가 일치하지 않았고, 위의 멘델스존과 브람스의 시도 외에 후대 사람들에 의해 보필, 편곡된 총보가 도이치 목록 초판 발행 시 존재했기 때문이다. 이러한 총보로는 영국의 작곡가인 존 프랜시스 버넷(en)에 의한 판(1881년), 오스트리아의 지휘자이자 작곡가인 펠릭스 바인가르트너(de)에 의한 판(1934년), 영국의 음악학자이자 작곡가인 브라이언 뉴불드(en)에 의한 판(1978년)이 있다.
그러나 1978년의 도이치 목록 개정판 발행시 슈베르트 본인에 의해 총보가 완성되지 않았음을 이유로 이 곡의 교향곡 번호를 박탈하고 미완성 교향곡과 대 교향곡을 각각 7번과 8번으로 당겼지만 이 새로운 부번방식은 독일을 제외하면 그다지 퍼지지 못했다.

## 각 악장
3개의 트롬본과 4개의 호른 등, 8번(미완성)과 9번(대 교향곡) 못지 않은 대규모 편성을 요구하는 곡이기도 하다. 연주시간 38분
약 11분 30초에 달하는 제1악장 아다지오-알레그로는 미완성의 1악장과 비슷한 진혼곡 풍의 느린 도입부로 시작하여 로자문데를 연상시키는 후반부로 이어진다. 이 1악장은 본인에 의해 편곡이 거의 마쳐진 악장이다.
이어지는 제2악장 안단테(약 8분)는 애수가 느껴지는 곡으로, 전체적인 분위기는 미완성의 제2악장과 흡사하다.
제3악장 스케르초(약 6분)는 제5번의 3악장과 분위기가 비슷하다.
약 12분 30초의 제4악장 알레그로 지우스토 역시 3악장과 비슷하게 이전의 다른 교향곡들과 분위기가 많이 닮아 있다.